# Abraxas sporocrossa
Abraxas sporocrossa là một loài bướm đêm thuộc họ Geometridae. Nó được Turner miêu tả năm 1922. Nó được tìm thấy ở Úc.